# Adrianus Jan van der Hoeven
Adrianus Jan van der Hoeven (Vrijhoeve-Capelle, 4 januari 1899 – Rheden, 26 augustus 1982) was een Nederlands politicus.
Hij werd geboren als zoon van Hendrik Adriaan van der Hoeven (1869-1949; wijnhandelaar en later burgemeester van Brandwijk, Molenaarsgraaf en Wijngaarden) en Antonia Jacoba de Jong (1873-1938). Hij ging in Dordrecht naar het gymnasium en is in 1923 afgestudeerd in de rechten aan de Vrije Universiteit Amsterdam. Vervolgens was hij werkzaam bij de gemeentesecretarie van Giessendam. Bij koninklijk besluit van 13 augustus 1924 werd de destijds 25-jarige Van der Hoeven benoemd tot burgemeester van Tholen. Hij werd toen de jongste burgemeester van Nederland. Daarnaast was hij tot 1934 plaatsvervangend kantonrechter bij het kantongerecht in Tholen. Aan het begin van zijn burgemeesterschap was het eiland Tholen alleen per schip te bereiken maar in 1928 werd een brug over de Eendracht geopend. Na de bevrijding was hij enige tijd geschorst maar uiteindelijk kon hij aanblijven als burgemeester van Tholen. Als zodanig kreeg hij te maken met de Watersnoodramp van 1953. Begin 1964, bijna veertig jaar na zijn benoeming, ging hij met pensioen en in 1982 overleed hij op 83-jarige leeftijd.
Zijn jongere broer Cornelis Jan van der Hoeven was burgemeester van onder andere Ridderkerk.